# Morti nel 2024/Luglio
| Questa pagina contiene informazioni ricavate automaticamente dalle voci biografiche con l'ausilio del template Bio e di un bot. L'aggiornamento è periodico e automatico e ricostruisce completamente la pagina. Se manca una persona in questa lista, sei pregato di non aggiungerla, ma accertati piuttosto che la sua voce biografica contenga il template Bio e che i dati anagrafici siano correttamente compilati. Se il template Bio manca, inseriscilo tu stesso o, in alternativa, metti l'avviso {{tmp\|Bio}} che ne segnala la mancanza. Se i dati riportati sono sbagliati, correggi direttamente la voce biografica; le modifiche saranno visibili in questa lista entro pochi giorni. Per chiarimenti vedi il progetto biografie. La lista contiene solo le 191 persone che sono citate nell'enciclopedia e per le quali è stato implementato correttamente il template Bio. Pagina aggiornata al 18 ago 2025. |

- 1º luglio - Giorgio Biguzzi, vescovo cattolico italiano (n. 1936)
- 1º luglio - Jacques Freitag, altista sudafricano (n. 1982)
- 1º luglio - Renate Hoy, modella e attrice tedesca (n. 1930)
- 1º luglio - Ismail Kadare, scrittore, poeta e saggista albanese (n. 1936)
- 1º luglio - Thérèse Marfaing, cestista francese (n. 1932)
- 1º luglio - Éric Poujade, ginnasta francese (n. 1972)
- 1º luglio - Jack Rowell, allenatore di rugby a 15 e dirigente sportivo britannico (n. 1936)
- 1º luglio - Robert Towne, sceneggiatore, regista e produttore cinematografico statunitense (n. 1934)
- 1º luglio - Michael Sinelnikoff, attore britannico (n. 1928)
- 1º luglio - Thor Spydevold, calciatore norvegese (n. 1944)
- 1º luglio - Colwyn Trevarthen, biologo e psicologo neozelandese (n. 1931)
- 2 luglio - Tom Fowler, bassista statunitense (n. 1951)
- 2 luglio - Comunardo Niccolai, calciatore e allenatore di calcio italiano (n. 1946)
- 2 luglio - Ermanno Vichi, politico e insegnante italiano (n. 1942)
- 3 luglio - Smriti Biswas, attrice indiana (n. 1924)
- 3 luglio - Antonio Carattino, velista italiano (n. 1923)
- 3 luglio - Roland Dumas, avvocato e politico francese (n. 1922)
- 3 luglio - Clemente Mattei, calciatore italiano (n. 1939)
- 3 luglio - Carlo Negroni, cestista italiano (n. 1925)
- 3 luglio - Nugzari Tsurtsumia, lottatore georgiano (n. 1997)
- 3 luglio - Maria Rita Viaggi, annunciatrice televisiva e cantautrice italiana (n. 1954)
- 3 luglio - Margo Walters, sciatrice alpina e dirigente sportiva statunitense (n. 1942)
- 4 luglio - Wade Bell, mezzofondista statunitense (n. 1945)
- 4 luglio - Cas Janssens, calciatore olandese (n. 1944)
- 5 luglio - Tonj Acquaviva, compositore, cantautore e arrangiatore italiano (n. 1963)
- 5 luglio - Antonio Michele Coppi, politico italiano (n. 1948)
- 5 luglio - Serge Ducosté, calciatore haitiano (n. 1944)
- 5 luglio - Yvonne Furneaux, attrice francese (n. 1926)
- 5 luglio - Raphaël Géminiani, ciclista su strada e dirigente sportivo francese (n. 1925)
- 5 luglio - Liana Isakadze, violinista e direttrice d'orchestra georgiana (n. 1946)
- 5 luglio - Nikolaj Korol'kov, cavaliere russo (n. 1946)
- 5 luglio - Jon Landau, produttore cinematografico statunitense (n. 1960)
- 5 luglio - Vic Seixas, tennista statunitense (n. 1923)
- 5 luglio - Arlen Dean Snyder, attore statunitense (n. 1933)
- 5 luglio - Wil Tirion, cartografo olandese (n. 1943)
- 6 luglio - Pino D'Angiò, cantautore italiano (n. 1952)
- 6 luglio - Khyree Jackson, giocatore di football americano statunitense (n. 1999)
- 6 luglio - Angela Pagano, attrice italiana (n. 1937)
- 6 luglio - Ahmed Refaat, calciatore egiziano (n. 1993)
- 6 luglio - Hassani Shapi, attore keniano (n. 1973)
- 6 luglio - Javier Valle Riestra, politico e avvocato peruviano (n. 1932)
- 7 luglio - Haïm Brezis, matematico francese (n. 1944)
- 7 luglio - Yola Polastri, attrice, cantautrice e conduttrice televisiva peruviana (n. 1950)
- 7 luglio - Bengt Samuelsson, biochimico svedese (n. 1934)
- 7 luglio - Bruno Zanin, attore, giornalista e scrittore italiano (n. 1951)
- 8 luglio - Pierre Nguyễn Soạn, vescovo cattolico vietnamita (n. 1936)
- 8 luglio - Jógvan Sundstein, politico faroese (n. 1933)
- 9 luglio - Enzo Chiomenti, fumettista italiano (n. 1930)
- 9 luglio - Jim Inhofe, politico statunitense (n. 1934)
- 9 luglio - Giuseppe Carlo Marino, storico italiano (n. 1939)
- 9 luglio - Antonino Recca, chimico italiano (n. 1949)
- 9 luglio - Maxine Singer, biologa statunitense (n. 1931)
- 9 luglio - Jerzy Stuhr, attore e regista polacco (n. 1947)
- 10 luglio - Joe Engle, astronauta statunitense (n. 1932)
- 10 luglio - Franco Fontana, partigiano italiano (n. 1929)
- 10 luglio - Dave Loggins, cantautore statunitense (n. 1947)
- 10 luglio - John McKibbon, cestista canadese (n. 1939)
- 10 luglio - Marc Nerlove, economista e statistico statunitense (n. 1933)
- 10 luglio - Hans-Otto Schumacher, canoista tedesco (n. 1950)
- 10 luglio - Jānis Straume, politico lettone (n. 1962)
- 11 luglio - Shelley Duvall, attrice e produttrice televisiva statunitense (n. 1949)
- 11 luglio - Thomas Hoepker, fotografo, fotoreporter e direttore della fotografia tedesco (n. 1936)
- 11 luglio - Igor Jelnikar, cestista jugoslavo (n. 1937)
- 11 luglio - Willi Koslowski, calciatore tedesco (n. 1937)
- 11 luglio - Bas Maliepaard, ciclista su strada e pistard olandese (n. 1938)
- 12 luglio - Tonke Dragt, scrittrice e illustratrice olandese (n. 1930)
- 12 luglio - Alberto Ferrandi, politico italiano (n. 1941)
- 12 luglio - Noriko Ohara, doppiatrice giapponese (n. 1935)
- 12 luglio - Gaetano Toscano, politico italiano (n. 1929)
- 12 luglio - Bill Viola, artista statunitense (n. 1951)
- 12 luglio - Ruth Westheimer, divulgatrice scientifica, sessuologa e sociologa statunitense (n. 1928)
- 12 luglio - Evan Wright, giornalista statunitense (n. 1964)
- 13 luglio - Pedro Bustos, cestista argentino (n. 1927)
- 13 luglio - Joseph Carrara, ciclista su strada francese (n. 1938)
- 13 luglio - Thomas Matthew Crooks, criminale statunitense (n. 2003)
- 13 luglio - Mohammed Deif, generale palestinese (n. 1965)
- 13 luglio - Shannen Doherty, attrice statunitense (n. 1971)
- 13 luglio - Ruth Hesse, mezzosoprano tedesco (n. 1936)
- 13 luglio - Ingrīda Latimira, politica lettone (n. 1958)
- 13 luglio - James B. Sikking, attore statunitense (n. 1934)
- 13 luglio - Richard Simmons, personaggio televisivo e scrittore statunitense (n. 1948)
- 13 luglio - Ilija Vălov, calciatore e allenatore di calcio bulgaro (n. 1961)
- 13 luglio - Enrique Wong, politico peruviano (n. 1941)
- 13 luglio - Dimităr Zaprjanov, judoka bulgaro (n. 1960)
- 14 luglio - Sérgio Cabral, giornalista, scrittore e politico brasiliano (n. 1937)
- 14 luglio - Rino Ceccardi, calciatore italiano (n. 1944)
- 14 luglio - Giuseppe Garano, cestista e allenatore di pallacanestro italiano (n. 1934)
- 14 luglio - Jacoby Jones, giocatore di football americano statunitense (n. 1984)
- 14 luglio - Romildo Magalhães, politico brasiliano (n. 1946)
- 14 luglio - Salvatore Puntillo, attore italiano (n. 1935)
- 14 luglio - Sylvain Saudan, scialpinista e alpinista svizzero (n. 1936)
- 15 luglio - Joe Bryant, cestista e allenatore di pallacanestro statunitense (n. 1954)
- 15 luglio - Juan Ricardo Faccio, calciatore, allenatore di calcio e giornalista uruguaiano (n. 1936)
- 15 luglio - Gaetano Gebbia, allenatore di pallacanestro italiano (n. 1957)
- 15 luglio - Vito Giovannelli, incisore, pittore e medaglista italiano (n. 1933)
- 15 luglio - Hyun Cheol, cantante sudcoreano (n. 1942)
- 15 luglio - Kevin Michael Manning, vescovo cattolico australiano (n. 1933)
- 15 luglio - Gil de Roca Sales, compositore, direttore di coro e scrittore brasiliano (n. 1933)
- 16 luglio - Publio Fiori, politico italiano (n. 1938)
- 16 luglio - Luigi Follieri, politico italiano (n. 1943)
- 16 luglio - Norm Hewitt, rugbista a 15 neozelandese (n. 1968)
- 16 luglio - Irène Schweizer, musicista e pianista svizzera (n. 1941)
- 16 luglio - Michail Viarhiejenka, allenatore di calcio, dirigente sportivo e calciatore bielorusso (n. 1950)
- 17 luglio - Mario Barra, matematico italiano
- 17 luglio - José Cerveró, calciatore e allenatore di calcio spagnolo (n. 1949)
- 17 luglio - Cheng Pei-pei, attrice e produttrice cinematografica cinese (n. 1946)
- 17 luglio - Giancarlo Guardabassi, disc jockey, cantante e paroliere italiano (n. 1937)
- 17 luglio - Dietrich Hahn, giornalista e pubblicista tedesco (n. 1946)
- 17 luglio - Rosa Regàs, scrittrice spagnola (n. 1933)
- 17 luglio - Happy Traum, chitarrista e suonatore di banjo statunitense (n. 1938)
- 18 luglio - Doudou Camara, cestista senegalese (n. 1947)
- 18 luglio - Lou Dobbs, giornalista, conduttore televisivo e conduttore radiofonico statunitense (n. 1945)
- 18 luglio - Alba Gonzales, scultrice italiana (n. 1939)
- 18 luglio - Abner Haynes, giocatore di football americano statunitense (n. 1937)
- 18 luglio - Bernard Lortat-Jacob, etnologo e etnomusicologo francese (n. 1941)
- 18 luglio - Bob Newhart, attore e comico statunitense (n. 1929)
- 18 luglio - Antonio Quattrocchi, politico italiano (n. 1942)
- 19 luglio - Montserrat Candini, politica spagnola (n. 1957)
- 19 luglio - Toumani Diabaté, musicista maliano (n. 1965)
- 19 luglio - Iryna Farion, politica ucraina (n. 1964)
- 19 luglio - Kevan Gosper, velocista australiano (n. 1933)
- 19 luglio - Sheila Jackson Lee, politica, avvocata e attivista statunitense (n. 1950)
- 19 luglio - Béla Melis, calciatore ungherese (n. 1959)
- 19 luglio - Nguyễn Phú Trọng, politico vietnamita (n. 1944)
- 19 luglio - Aldo Puglisi, attore italiano (n. 1935)
- 19 luglio - Ray Reardon, giocatore di snooker gallese (n. 1932)
- 19 luglio - Georg Sava, pianista rumeno (n. 1943)
- 19 luglio - James C. Scott, antropologo e politologo statunitense (n. 1936)
- 19 luglio - Wolfgang Smith, matematico e fisico statunitense (n. 1930)
- 19 luglio - Hugh Stewart, tennista statunitense (n. 1928)
- 20 luglio - Giuseppe Consolo, politico italiano (n. 1948)
- 20 luglio - Serdar Koçyiğit, cestista turco (n. 1959)
- 20 luglio - Sandy Posey, cantante statunitense (n. 1944)
- 20 luglio - Kamala Pujari, attivista indiana (n. 1949)
- 20 luglio - Nil Tun Maung, sollevatore birmano (n. 1931)
- 20 luglio - Moacir Rodrigues dos Santos, calciatore brasiliano (n. 1970)
- 21 luglio - Ron Charles, cestista statunitense (n. 1959)
- 21 luglio - Sergio Geminiani, calciatore italiano (n. 1929)
- 21 luglio - Kim Min-ki, cantautore, compositore e drammaturgo sudcoreano (n. 1951)
- 21 luglio - Salvatore Piscicelli, regista e critico cinematografico italiano (n. 1948)
- 21 luglio - Evelyn Thomas, cantante statunitense (n. 1953)
- 21 luglio - Jōji Yuasa, compositore giapponese (n. 1929)
- 22 luglio - Luigia Cordati Rosaia, politica, matematica e insegnante italiana (n. 1926)
- 22 luglio - Muhammad Ahmad Farid al-Tihami, generale egiziano (n. 1947)
- 22 luglio - Elena Mauti Nunziata, cantante lirica italiana (n. 1944)
- 22 luglio - John Mayall, cantante, polistrumentista e compositore britannico (n. 1933)
- 22 luglio - Carolyn Schuler, nuotatrice statunitense (n. 1943)
- 23 luglio - Arnaldo Dell'Acqua, attore e stuntman italiano (n. 1938)
- 23 luglio - Devon, rapper canadese (n. 1963)
- 23 luglio - Pasquale Galbusera, pittore e scultore italiano (n. 1943)
- 23 luglio - Teresa Gimpera, attrice, modella e imprenditrice spagnola (n. 1936)
- 23 luglio - Mircea Grabovschi, pallamanista e allenatore di pallamano rumeno (n. 1952)
- 23 luglio - Max Leitner, criminale italiano (n. 1958)
- 23 luglio - Robin Warren, patologo australiano (n. 1937)
- 24 luglio - Dario Baruffi, calciatore e allenatore di calcio italiano (n. 1938)
- 24 luglio - Hamzah Haz, politico indonesiano (n. 1940)
- 25 luglio - Inés Ayala, politica e sindacalista spagnola (n. 1957)
- 25 luglio - Carmen Famadas, cestista spagnola (n. 1944)
- 25 luglio - Pascal Danel, cantante e compositore francese (n. 1944)
- 26 luglio - Geir Karlsen, calciatore norvegese (n. 1948)
- 26 luglio - Tom Chris Korologos, politico, diplomatico e giornalista statunitense (n. 1933)
- 26 luglio - Benjamin Luxon, baritono britannico (n. 1937)
- 26 luglio - Erwin Stein, calciatore tedesco (n. 1935)
- 26 luglio - Arvo Valton, scrittore, sceneggiatore e politico estone (n. 1935)
- 27 luglio - Jean Baptiste Bùi Tuần, vescovo cattolico vietnamita (n. 1927)
- 27 luglio - Luis Galarza, calciatore boliviano (n. 1950)
- 27 luglio - Pavel Kušnir, pianista, scrittore e attivista russo (n. 1984)
- 27 luglio - Mísia, cantante portoghese (n. 1955)
- 27 luglio - Edna O'Brien, scrittrice irlandese (n. 1930)
- 27 luglio - Francesco Pizzi, calciatore italiano (n. 1938)
- 27 luglio - Wolfgang Rihm, compositore tedesco (n. 1952)
- 27 luglio - Dante Rossi, politico sammarinese
- 27 luglio - Salvatore Sciascia, politico e dirigente d'azienda italiano (n. 1943)
- 28 luglio - Erica Ash, attrice, cantante e modella statunitense (n. 1977)
- 28 luglio - Chino XL, rapper statunitense (n. 1974)
- 28 luglio - Adelio Colombo, calciatore, allenatore di calcio e dirigente sportivo italiano (n. 1939)
- 28 luglio - Giuseppe Desiato, pittore e fotografo italiano (n. 1935)
- 28 luglio - Michele di Grecia, nobile e scrittore greco (n. 1939)
- 29 luglio - Robert Fellowes, barone Fellowes, banchiere britannico (n. 1941)
- 29 luglio - Józef Szmidt, triplista polacco (n. 1935)
- 30 luglio - Vladimir Ešinov, canottiere sovietico (n. 1949)
- 30 luglio - Bruno Garzena, calciatore italiano (n. 1933)
- 30 luglio - Haukur Halldórsson, pittore islandese (n. 1937)
- 30 luglio - Hans Lenk, canottiere tedesco (n. 1935)
- 30 luglio - Fuad Shukr, generale libanese (n. 1961)
- 31 luglio - Genco Erkal, attore e attivista turco (n. 1938)
- 31 luglio - Ismāʿīl Haniyeh, politico palestinese (n. 1963)
- 31 luglio - Roberto Herlitzka, attore italiano (n. 1937)
- 31 luglio - André Juillard, fumettista francese (n. 1948)
- 31 luglio - Nicolò Lipari, politico e giurista italiano (n. 1934)
- 31 luglio - Francisco Puy Muñoz, giurista spagnolo (n. 1936)